# Shura
Shura (* 17. Juni 1988 in Hammersmith; bürgerlich Aleksandra Lilah Yakunina-Denton) ist eine britische Sängerin, Musikproduzentin und Songwriterin im Bereich der elektronischen Popmusik, des Alternative Rock, Contemporary R&B, der New Wave und des Synthie-Pop.

## Leben
Denton wurde 1988 in Hammersmith, einem Stadtteil im Südwesten von London, geboren und wuchs dort auf. Sie ist seitens ihrer Mutter, die als Schauspielerin tätig ist, russischer und seitens ihres Vaters, der als Produzent für Dokumentationen arbeitet, britischer Abstammung. In ihrem dritten Lebensjahr ließen sich ihre Eltern scheiden. Denton besitzt zwei Brüder. Ihr Zwillingsbruder Nicholas hatte in mehreren ihrer Musikvideos, darunter in den späteren Singles Touch und What's it gonna be?, einen Gastauftritt. Im Alter von 11 Jahren spielte Denton Fußball in der weiblichen Jugendmannschaft von Manchester City. Ab ihrem dreizehnten Lebensjahr lernte sie Gitarre spielen. Drei Jahre danach beendete Denton das Fußballspiel und begann, eigene Musik zu produzieren.
Während ihres Studiums am University College London gründete sie zusammen mit dem Gitarristen Patrick Duncombe ein Duo.
Nach ihrem Studienabschluss am University College verbrachte Denton ein Gap Year in Brasilien, wo sie sich u. a. mit der Zerstörung des Regenwaldes in Amazonien befasste.
Denton ist offen homosexuell und spricht neben Englisch auch fließend Russisch. Ihr Künstlername „Shura“ ist eine Kurzform ihres bürgerlichen Namens.

## Musikalische Karriere
2011 lernte sie den Musikproduzenten Hiatus kennen. Beide nahmen einen Remix von Dentons Song River auf und veröffentlichten diesen im selben Jahr. Nach der Erscheinung der Single Fortune's Fool 2012 brachte das Duo weitere Lieder heraus, darunter Cloud City, Iran Air und We can be ghosts now.
Im Jahr 2014 erschien die erste eigene Single Touch, eine Koproduktion, bei der auch Joel Pott von der britischen Band Athlete mitwirkte. Das Musikvideo wurde eigens von Denton im Internet veröffentlicht und erreichte hohe Klickzahlen im Internet sowie überwiegend positive Kritiken. Danach folgten Just Once, Indecision und ein Remix von Jessie Ware's Say You Love Me.
Anfang März 2015 veröffentlichte Denton die Single 2Shy, gefolgt von White Light, die auch als gleichnamige EP erschien. Beide Songs konnten sich in den Billboard Hot 100 platzieren.
Nebenbei trat Denton auf verschiedenen bekannten britischen Festivals auf, wie Festival N°6 und Latitude. Am 18. Februar 2016 erschien Touch im Duett mit Talib Kweli erneut. Die Demo-Version wurde am Record Store Day 2016 als limitierte Single veröffentlicht.
Am 8. Juli 2016 erschien ihr erstes Studioalbum Nothing's Real in Großbritannien. Das Album konnte Platz 13 in den US-amerikanischen Charts erreichen. In der Schweiz stieg es auf Platz 35. Einige der darauf enthaltenen Singleauskopplungen erreichten bereits vorher Platzierungen in den britischen und amerikanischen Musikcharts. Von Kritikern wurde das Album überwiegend positiv bewertet.
2019 veröffentlichte Shura das Album Forevher auf dem Label Secretly Canadian. Im März 2020 folgte als Non-Album-Single Elevator Girl. Das Duett mit der US-amerikanischen Rapperin Ivy Sole beschreibt der Online-Radiosender ByteFM als „synthlastige[n] R&B“.
Dentons Musik besitzt Einflüsse von Mariah Carey, Whitney Houston, Phil Collins, Madonna, Elton John, Pink Floyd, Diana Ross, Peter Gabriel und Tina Turner.

## Diskografie

### Studioalben
| Jahr | Titel          | Höchstplatzierung, Gesamtwochen, AuszeichnungChartplatzierungen (Jahr, Titel, Platzierungen, Wochen, Auszeichnungen, Anmerkungen) | Höchstplatzierung, Gesamtwochen, AuszeichnungChartplatzierungen (Jahr, Titel, Platzierungen, Wochen, Auszeichnungen, Anmerkungen) | Höchstplatzierung, Gesamtwochen, AuszeichnungChartplatzierungen (Jahr, Titel, Platzierungen, Wochen, Auszeichnungen, Anmerkungen) | Höchstplatzierung, Gesamtwochen, AuszeichnungChartplatzierungen (Jahr, Titel, Platzierungen, Wochen, Auszeichnungen, Anmerkungen) | Anmerkungen                           |
| Jahr | Titel          | UK | CH | BEW | BEF | Anmerkungen                           |
| ---- | -------------- | --- | --- | --- | --- | ------------------------------------- |
| 2016 | Nothing’s Real | UK13 (2 Wo.)UK | CH35 (1 Wo.)CH | BEW130 (1 Wo.)BEW | BEF73 (2 Wo.)BEF | Erstveröffentlichung: 8. Juli 2016    |
| 2019 | Forevher       | UK61 (1 Wo.)UK | — | — | — | Erstveröffentlichung: 16. August 2019 |

Singles
- 2014: Touch
- 2014: Just Once
- 2014: Indecision
- 2015: 2Shy
- 2015: White Light
- 2016: What’s It Gonna Be?
- 2016: Nothing’s Real
- 2016: 311215
- 2019: Bklynldn
- 2019: Religion
- 2019: The Stage
- 2020: Elevator Girl (feat. Ivy Sole)

Mit Hiatus:
- 2011: River
- 2012: Fortune’s Fool
- 2013: Iran Air
- 2013: Cloud City
- 2013: We Can Be Ghosts Now

Featurings
- 2015: Love for That (feat. Mura Masa)
- 2016: Touch (feat. Talib Kweli)
- 2018: Air (feat. Tracey Thorn)
- 2019: Love Theme (feat. Tourist)

Remixes
- 2011: River (von Shura selbst)
- 2014: Say You Love Me von Jessie Ware
- 2015: Priestess von Pumarosa
- 2016: My Boy My Town von Mabel
- 2016: Boyfriend von Tegan and Sara
- 2016: Gold von Kiiara
- 2016: Nothing’s Real (Lindstrøm & Prins Homas Remix)
- 2018: Canyons (FaltyDL & Shura Remix)
- 2018: It’s Easier (Shura Remix)